# Fra Maurov zemljevid
Fra Maurov zemljevid sveta, »ki velja za največji spomenik srednjeveške kartografije«, [2] je zemljevid sveta, ki ga je okoli leta 1450 izdelal italijanski kartograf Fra Mauro.  To je krožna planisfera, narisana na velumu in postavljena v lesen okvir, ki meri več kot 2 x 2 metra. Vključuje Azijo, Indijski ocean, Afriko, Evropo in Atlantik. Na vrhu je orientirana na jug.
Fra Maurov zemljevid sveta je pomembno kartografsko delo. Za dokončanje je bilo potrebnih nekaj let, izdelava je bila tudi zelo drago. Zemljevid vsebuje stotine podrobnih ilustracij in več kot 3000 opisnih besedil. To je bila najbolj podrobna in natančna predstavitev sveta, ki je bila izdelana do takrat. Zemljevid velja za eno najpomembnejših del v zgodovini kartografije. Pomeni konec geografije, ki je temeljila na Bibliji v Evropi, in začetek uporabe bolj znanstvenega načina izdelave zemljevidov, postavitve natančnosti pred verskimi ali tradicionalnimi verovanji.
Izdelovalec zemljevida, Fra Mauro, je bil kamaldolanski menih z otoka Murano blizu Benetk. Zaposlil se je kot računovodja in profesionalni kartograf. Zemljevid je bil narejen za vladarje Benetk in Portugalske, dveh glavnih pomorskih držav tistega časa.
Zemljevid je običajno na ogled v muzeju Museo Correr v Benetkah v Italiji.

## Zemljevid
Zemljevid je zelo velik - celoten okvir meri 2,4 na 2,4 metra. Zaradi tega je Fra Maurov mappa mundi največji zemljevid na svetu zgodnje moderne Evrope. Zemljevid je narisan na visokokakovostnem velumu in je postavljen v pozlačen leseni okvir. Velike risbe so zelo podrobne in uporabljajo vrsto dragih barv; modra, rdeča, turkizna, rjava, zelena in črna so med uporabljenimi pigmenti.
Glavno krožno karto sveta obdajajo štiri manjše krogle.
- Zgornja leva sfera je kozmološki diagram - zemljevid sončnega sistema v skladu s Ptolemajskim sistemom.
- Zgoraj desno je diagram štirih elementov - zemlji sledi voda, ogenj in zrak.
- Spodaj levo je ilustracija Edenskega vrta. Fra Mauro je naredil korak, da je rajski vrt postavil zunaj sveta, namesto na tradicionalno mesto na skrajnem vzhodu.
- Spodnja desna slika prikazuje Zemljo kot globus. Prikazuje severni in južni tečaj, pa tudi ekvator in trope

Približno 3000 napisov in podrobnih besedil opisuje različne geografske značilnosti na zemljevidu in z njimi povezane informacije. Pomembna značilnost je tudi upodobitev naseljenih krajev in gora, krorografija zemljevida. Gradovi in mesta so identificirani s slikovnimi glifi, ki predstavljajo stolpičaste gradove ali obzidna mesta, ločena po njihovem pomenu.
Zemljevida ni ustvaril Fra Mauro sam, temveč je vodil skupino kartografov, umetnikov in prepisovalcev, ki so uporabljali nekatere najdražje tehnike, ki so bile takrat na voljo. Cena zemljevida bi bila približno povprečna letna plača avtorjev.

### Izdaje in reprosukcije
Fra Maurov studio je izdelal dve izvirni izdaji zemljevida. Poleg tega je na istem materialu narejena vsaj ena kakovostna fizična reprodukcija.
- Eno izdajo je naročila beneška Signoria - vrhovni organ vlade Beneške republike. Ta izdaja še vedno obstaja. Ta zemljevid je bil 'odkrit' v samostanu svetega Mihaela v Muranu, kjer je imel Fra Mauro svoj atelje. Običajno je na ogled javnosti v zadnji sobi Sale Monumenti v Benetkah, v muzeju Museo Correr.
- Za portugalskega kralja Afonsa V. je bila izdana še ena karta. To izdajo sta ustvarila Fra Mauro in njegov pomočnik Andrea Bianco, mornar-kartograf. Dokončana je bila 24. aprila 1459. Zemljevid je bil nato poslan v Lizbono. Dokumenti kažejo, da je bil ta zemljevid vsaj v letu 1494 nameščen v kraljevi palači gradu São Jorge, toda nekje zatem je zemljevid izginil.

Leta 1804 je britanski kartograf William Frazer naredil popolno reprodukcijo zemljevida na velumu. Čeprav je reprodukcija natančna, se med beneškim izvirnikom in njim vidijo manjše razlike. Reprodukcija je trenutno na ogled v Britanski knjižnici v Londonu. V tem članku je nekaj slik iz beneške izdaje, nekatere pa iz Frazerjeve reprodukcije.
Fra Maurov zemljevid so preučevali številni zgodovinarji kartografije, začenši s Giacintom Placidom Zurlo (1806). Kritično izdajo zemljevida je leta 2006 uredil Piero Falchetta.

## Usmerjenost in center
Fra Maurov zemljevid sveta je nenavaden, vendar značilen za Fra Maurove portolanske zemljevide, saj je njegova orientacija na jug na vrhu. Ena razlaga, zakaj je zemljevid obrnjen z vrhom na jug je, da so bili kompasi iz 15. stoletja usmerjeni proti jugu. Poleg tega je bil jug na vrhu uporabljen v arabskih zemljevidih tistega časa. Nasprotno pa je večina evropskih mappae mundi iz te dobe na vrh postavila vzhod, saj je bila vzhodna smer biblijskega Rajskega vrta. Drugi znani svetovni zemljevidi tistega časa, kot je Ptolomajev zemljevid, postavlja na vrh sever. Fra Mauro se je zavedal verskega pomena vzhoda in Ptolomajefega zemljevida in je čutil potrebo po obrambi, zakaj je v svojem novem zemljevidu sveta spremenil orientacijo.
 »Menim, da Ptolomaj ne bo ponižan, če ne sledim njegovi Cosmografii, ker bi bilo treba, če bi opazovali njegove meridiane ali vzporednike ali stopinje, izpustiti znane dele tega oboda, veliko provinc, ki jih Ptolomaj ne omenja. Toda v glavnem v širini, torej od juga do severa, ima veliko terra incognita, ker je bilo v njegovem času to neznano«. (Besedilo z Fra Maurovega zemljevida) 
V drugem odstopanju os tradicije, Jeruzalem ni prikazan kot središče sveta. Fra Mauro tako opravičuje spremembo:
 »Jeruzalem je res središče poseljenega sveta širše, čeprav je vzdolžno nekoliko na zahodu, a ker je zahodni del zaradi Evrope bolj gosto naseljen, je torej Jeruzalem središče tudi vzdolžno, če upoštevamo ne prazen prostor, ampak gostoto prebivalstva«. (Besedilo z Fra Maurovega zemljevida) 

## Evropa
Evropski del zemljevida, ki je najbližje domu Fra Maura v Benetkah, je najbolj natančen. Zemljevid prikazuje Sredozemlje, Atlantsko obalo, Črno morje in Baltsko morje ter sega vse do Islandije. Obale Sredozemlja so zelo natančne, upodobljena je vsaka večja otoška in kopenska masa. Vključena so mnoga mesta in reke ter gorski pasovi Evrope.

### Britanija
Dve legendi na zemljevidu opisujeta Anglijo in Škotsko. Govorita o velikanih, Sasih in sv. Juriju:
 »Upoštevajte, da so v starodavnih časih Anglijo naselili velikani, vendar so nekateri Trojanci, ki so preživeli pokol Troje, prišli na ta otok, se borili z njegovimi prebivalci in jih premagali; po svojem knezu Brutu so ga poimenovali Britannia. Toda kasneje so jo osvojili Sasi in Germani in po eni od svojih kraljic, Angeli, imenoval Anglija. In ta ljudstva so bila v vero spreobrnjena s papežem sv. Gregorjem, ki jim je poslal škofa, imenovanega Avguštin.« 
 »Kot je razvidno, se zdi, da je Škotska sorodna Angliji, vendar je na njenem južnem delu ločena z vodo in gorami. Ljudje so lahke morale in so sovražni in kruti do svojih sovražnikov; in raje imajo smrt kot suženjstvo. Otok je zelo rodoviten s pašniki, rekami, izviri in živalmi in drugimi stvarmi; podoben je Angliji.«

### Skandinavija
Skandinavija je najmanj natančen del evropskega odseka. Legenda, ki opisuje Norveško in Švedsko, opisuje visoke, močne in goreče ljudi, polarne medvede in sv. Brigito Švedsko:
 »Norvegia [Norveška] je zelo obsežna provinca, obdana z morjem in pridružena Svetii [Švedska]. Tu ne proizvajajo vina in olja, ljudje pa so močni, trdni in z velikim stasom. Podobno je v Svetii, moški so zelo srditi in po mnenju nekaterih Julij Cezar ni bil željan soočiti se z njimi v bitki. Ta ljudstva so bila velika nadloga za Evropo; v času Aleksandra Grki niso imeli poguma, da bi jih pokorili. Toda zdaj so precej manj pomembni in nimajo ugleda, kot so ga imeli prej. Tu naj bi bilo truplo svete Brigite, za katero nekateri pravijo, da je bil iz Svetie. In prav tako se govori, da obstaja veliko novih vrst živali, zlasti ogromno belih medvedov in druge divjadi.«

## Azija
Azijski del zemljevida prikazuje Arabski polotok, Perzijo, Indijsko podcelino, vključno z otokom Šrilanko, ter otokom Javo in Sumatro ter Burmo, Kitajsko in Korejskim polotokom. Kaspijsko jezero, ki meji na Evropo, ima natančno obliko, vendar je obris Južne Azije izkrivljen. Indija je razdeljena na dve polovici. Upodobljene so večje reke, kot so Tigris, Ind, Ganges, Rumena reka in Jangce. Mesta so Bagdad, Peking, Buhara in Ajutaja.

### Japonska
Fra Maurov zemljevid je eden prvih zemljevidov zahoda, ki predstavlja japonske otoke (morda tudi po De Virgovem zemljevidu sveta). Del Japonske, verjetno Kjušu, se pojavlja pod otokom Java, z legendo Isola de Cimpagu (napačno črkovan Cipangu).

## Afrika
Opis Afrike je razumno točen.
Nekateri otoki, imenovani na območju južnega konca Afrike, nosijo arabska in indijska imena: Nebila (v arabščini 'praznovanje' ali 'lepo') in Mangla ('s srečo' v sanskrtu). Običajno jih označimo kot Otoki moških in žensk, omenjene pod § Indijski ocean. Po stari arabski legendi, ki jo je pripovedoval Marco Polo, je bil en od teh otokov izključno moški, drugi pa izključno ženski, oba pa bi se za zakonske odnose sestajala le enkrat na leto. Njihova lokacija ni bila določena, lokacija, ki jo je predlagal Fra Mauro, pa je le ena od številnih možnosti: sam Marco Polo jih je lociral kot soseski Sokotre, drugi srednjeveški kartografi pa so ponudili lokacije v jugovzhodni Aziji, blizu Singapurja ali na Filipinih. Otoki običajno veljajo za mitske.

## Indijski ocean
Indijski ocean je natančno prikazan kot povezan z Atlantikom. Prikazanih je več skupin manjših otokov, kot so Andamanski otoki in Maldivi. Fra Mauro postavi naslednji napis južnega roba Afrike, ki ga poimenuje Cape Diab in opisuje raziskovanje z ladjo od vzhoda okoli leta 1420:
 »Okoli leta 1420 je ladja ali džunka iz Indije prečkala Indijsko morje proti otoku Moških in otoku žensk, od Cape Diaba, med Zelenimi otoki in sencami. 40 dni je plula v smeri jug-zahod ne da bi kdaj našli kaj drugega kot veter in vodo. Po besedah teh ljudi je ladja prevozila kakih 2000 milj naprej, dokler se - ko so se končale ugodne razmere - obrnila in v 70 dneh odplula nazaj do rta Diab.«
 »Ladje, imenovane džunke (Zonchi), ki plujejo po teh morjih, imajo štiri jambore ali več, od katerih se nekatera lahko dvignejo ali spustijo, in imajo od 40 do 60 kabin za trgovce in samo eno krmilo. Lahko plujejo brez kompasa, ker imajo astrologa, ki mu stoji ob strani in z astrolabom v roki daje ukaz navigatorju«. (Besedilo iz Fra Maurovega zemljevida, 09-P25) 
Fra Mauro je pojasnil, da je informacije dobil od »zaupanja vrednega vira«, ki je odpotoval z odpravo, morda od beneškega raziskovalca Niccolòja de' Contija, ki se je v času odhodov odprave znašel v Calicutu v Indiji:
 »Še več, govoril sem z osebo, ki je vredna zaupanja, ki pravi, da je 40 dni v Indijskem morju, onkraj rta Soffala in Zelenih otokov, plul v indijski ladji, ujeti v besu neurja, proti zahodu-jugozahodu, in po mnenju astrologov, ki so njihovi vodniki, so napredovali skoraj 2000 milj. Tako lahko verjamemo in potrdimo, kaj pravijo ti in oni, in da so zato prevozili 4000 milj«.
Fra Mauro tudi komentira, da ga je zaradi odprave, skupaj s Strabonovim odnosom in potovanja Eudoxusa Cyzicusa od Arabije do Gibraltarja skozi južni ocean v antiki pripeljalo do prepričanja, da Indijski ocean ni zaprto morje in da bi Afriko lahko obkrožil mimo južnega konca (Besedilo iz Fra Maurovega zemljevida, 11, G2). To znanje je skupaj z zemljevidom afriške celine verjetno spodbudilo Portugalce, naj okrepijo svoje končno uspešno prizadevanje za obkrožitev Afrike.

## Amerike
Razen Grenlandije sta bili Ameriki leta 1450 Evropejcem neznani. Grenlandija je na zemljevidu vključena kot referenca na Grolanda.

## Obod Zemlje
Tako kot na splošno velja za srednjeveške učenjake, je tudi Fra Mauro svet obravnaval kot sfero. Vendar je uporabil konvencijo za opisovanje celin, obkroženih z vodo v obliki diska. Zemljevid v enem od besedil vključuje oceno oboda zemlje:
 »Prav tako sem našel različna mnenja v zvezi s tem obodom, vendar jih ni mogoče preveriti. Rečeno naj bi bilo 22.500 ali 24.000 miglia ali več ali manj, glede na različne premisleke in mnenja, vendar niso velike pristnosti, saj niso bili preizkušeni.«
Miglia je italijanska milja, enota, ki so jo izumili Rimljani, vendar leta 1450 še ni bila standardizirana. Če je miglia vzeta za rimsko miljo, to pomeni, da bi bil obseg približno 34.468 km. Če se miglia vzame za italijansko miljo, bi bil navedeni obseg približno 43.059 km. Dejanski meridionalni krog Zemlje je blizu obeh vrednosti na približno 40.008 km. To pomeni, da je imel Fra Maurov zemljevid natančnost približno 86–92 % dejanske vrednosti, ko gre za obod zemlje.

## Galerija
- Fra Maurova Afrika (jug je na vrhu, z "Cape Diab" označuje južno točko)
- Del Kitajske
- Španija, Portugalska in Severna Afrika
- Evropa
- Bližnji vzhod
- Bližnji vzhod
- JV Azija, celina z mesti "Scierno", "Pochang" in "Ava", opredeljena kot Ajutaja na Tajskem ter Bagan in Inva v Mjanmaru.
- Prikaz kitajske džunke, atlantske ladje in sredozemske ladje na zemljevidu Fra Maura.
- Ladje sveta leta 1460, glede na zemljevid Fra Maura. Kitajsko džunko opisuje kot zelo velika, tri- ali štirijamborna.
- Prva omemba Jave na zahodnem zemljevidu
- Kopija Williama Frazerja iz leta 1804. Polni pogled visoke ločljivosti.